# Francesco Calzona
Francesco Calzona (* 24. Oktober 1968 in Vibo Valentia) ist ein ehemaliger italienischer Fußballspieler und heutiger -trainer. Er ist Trainer der slowakischen Nationalmannschaft.

## Karriere

### Spieler
Als Spieler auf höherem Niveau sind von ihm lediglich drei Einsätze in der Serie B Saison 1985/86 mit SS Arezzo bekannt, in welchen er drei Mal mit innerhalb der ersten fünf Spieltage per Einwechslung aufs Feld kam. Dazu kam dann dazwischen noch ein Einsatz in der Coppa Italia. Später gibt es noch Spielberichte die von Einsätzen seiner Person für AC Firenze Rondinella in der Gruppe A der viertklassigen Serie C2 im Jahr 1990 zeugen.

### Trainer
Seine Spielerkarriere beendete er dann spätestens in den frühen 1990ern und machte als Amateur-Trainer weiter, in den nächsten Jahren arbeitete er zudem nebenbei auch noch als Kaffeeverkäufer in der Toskana. In der Saison 1999/2000 trainierte er gerade einen Klub aus Tegoleto und schlug nach seinem eigenen Rücktritt Maurizio Sarri als seinen Nachfolger vor. Unter diesem wurde er dann Co-Trainer und begleitete ihn nun über die nächsten Jahrzehnte als Teil seines Trainer-Stabs. Die Wege der beiden trennten sich dann erst in Neapel, wonach Sarri ohne ihn zum FC Chelsea weiterzog. Unter Eusebio De Francesco wurde er zur Saison 2020/21 dann neuer Co-Trainer bei Cagliari Calcio, bis dieser dann im Februar 2021 entlassen wurde. Unter Luciano Spalletti kehrte er im Sommer 2021 nun wieder zu Neapel zurück, wo er mit diesem nun wieder erfolgreich wurde.
Nach einer Saison hier, trennten sich beide Wege aber. Jedoch aus dem Grund, dass er als Nationaltrainer der Slowakei berufen wurde. Mit dem Nationalteam bestritt er erfolgreich die Qualifikationsphase für die Europameisterschaft 2024 und brachte sein Team als zweiter der Quali-Gruppe hinter Portugal zur dritten Endrundenteilnahme bei einer Europameisterschaft.
Im Februar 2024 begann das dritte Mal eine Station von ihm bei Neapel. Parallel zu seinem Posten als Nationaltrainer übernahm er als Nachfolger des geschassten Walter Mazzarri diesmal als Cheftrainer die SSC Neapel. Damit kreierte er ein Novum im Ligabetrieb der Serie A, in welcher er es bislang noch keinen Trainer gab, welcher sowohl auf Klub- als auch auf Verbandsebene gleichzeitig Trainer war. Unter Calzona schied Neapel zwar im Achtelfinale der laufenden Champions League Saison gegen den FC Barcelona zwar aus, verlor in der Liga aber nur noch drei Mal und erreichte mit 53 Punkten am Ende zumindest den zehnten Tabellenplatz.